# 킬러 브라이드
《킬러 브라이드》(영어: The Killer Bride)는 2019년 방영된 필리핀의 드라마이다.

## 같이 보기
- ABS-CBN의 텔레비전 드라마 목록